# Bronisław Malinowski
Bronisław Kasper Malinowski (n. 7 aprilie 1884, d. 16 mai 1942) a fost antropolog, etnograf și mitolog englez de origine poloneză, profesor de antropologie la Londra, apoi la Yale.
I-a studiat 4 ani pe indigenii insulei Trobriand din Noua Guinee, observând cultura primitiva, practicarea magiei și formarea conceptelor religioase la sălbatici, ca și viața erotica a acestora. Este întemeietorul școlii funcționale în antropologie și etnografie, societatea fiind pentru el suma indivizilor. Bronislaw Malinowski consideră mitul în legătură indisolubilă cu ritualul și magia, dar îi remarcă imensa forță culturală de constituire a unitații omului cu trecutul omenirii, într-o armonie desăvârșită cu factorii magiei, muncii, societății ș.a. din organizarea socială primitivă. Astfel eposul și tragedia, după Malinowski, provin din semnificațiile culturale ale mitului.
În civilizațiile primitive, mitul îndeplinește o funcție indispensabilă: el exprimă, înalță și codifică credințele; el apară și impune principiile morale; el garantează eficacitatea ceremoniilor rituale și oferă reguli practice pentru auzul omului. Mitul este așadar un element esențial al civilizației umane; departe de a fi o fabulație zadarnică, el este dimpotrivă o realitate vie, la care se recurge mereu, o adevărată codificare a religiei primitive și a înțelepciunii practice.